# Thaïlande aux Jeux olympiques d'été de 2016
La Thaïlande participe aux Jeux olympiques d'été de 2016 à Rio de Janeiro au Brésil du 5 au 21 août 2016. Il s'agit de sa 16e participation à des Jeux olympiques d'été.

## Médaillés

### Médailles d’or
| Sport              | Discipline            | Athlète(s)       | Performance | Date   |
| Médailles d’or : 2 |                       |                  |             |        |
| Haltérophilie      | Moins de 48 kg femmes | Sopita Tanasan   | 200 kg      | 6 août |
| Haltérophilie      | Moins de 58 kg femmes | Sukanya Srisurat | 240 kg      | 8 août |

| Sport                  | Discipline            | Athlète(s)       | Performance | Date   |
| Médailles d’argent : 1 |                       |                  |             |        |
| Haltérophilie          | Moins de 58 kg femmes | Pimsiri Sirikaew | 232 kg      | 8 août |

| Sport                   | Discipline            | Athlète(s)         | Performance | Date   |
| Médailles de bronze : 1 |                       |                    |             |        |
| Haltérophilie           | Moins de 58 kg hommes | Sinphet Kruaithong | 289 kg      | 7 août |

| Sport         | Médaille d'or, Jeux olympiques | Médaille d'argent, Jeux olympiques | Médaille de bronze, Jeux olympiques | Total |
| Haltérophilie | 2                              | 1                                  | 1                                   | 4     |

| Jour   | Médaille d'or, Jeux olympiques | Médaille d'argent, Jeux olympiques | Médaille de bronze, Jeux olympiques | Total |
| 6 août | 1                              | 0                                  | 0                                   | 1     |
| 7 août | 0                              | 1                                  | 0                                   | 1     |
| 8 août | 1                              | 1                                  | 0                                   | 2     |
| 9 août | 0                              | 0                                  | 0                                   | 0     |

| Sexe   | Médaille d'or, Jeux olympiques | Médaille d'argent, Jeux olympiques | Médaille de bronze, Jeux olympiques | Total |
| Hommes | 0                              | 0                                  | 1                                   | 1     |
| Femmes | 2                              | 1                                  | 0                                   | 3     |

## Athlétisme

### Homme

#### Course
| Athlètes         | Compétitions | Série | Série | Demi-Finales | Demi-Finales | Finale          | Finale |
| ---------------- | ------------ | ----- | ----- | ------------ | ------------ | --------------- | ------ |
| Athlètes         | Compétitions | Temps | Rang  | Temps        | Rang         | Temps           | Rang   |
| Boothung Srisung | Marathon     | NC    | NC    | NC           | NC           | 2 h 37 min 46 s | 133e   |

### Femme

#### Course
| Athlètes               | Compétitions | Série | Série | Demi-Finales | Demi-Finales | Finale          | Finale |
| ---------------------- | ------------ | ----- | ----- | ------------ | ------------ | --------------- | ------ |
| Athlètes               | Compétitions | Temps | Rang  | Temps        | Rang         | Temps           | Rang   |
| Jane Vongvorachoti     | Marathon     | NC    | NC    | NC           | NC           | 2 h 47 min 27 s | 91e    |
| Natthaya Thanaronnawat | Marathon     | NC    | NC    | NC           | NC           | 3 h 11 min 31 s | 130e   |

## Aviron
Légende: FA = finale A (médaille) ; FB = finale B (pas de médaille) ; FC = finale C (pas de médaille) ; FD = finale D (pas de médaille) ; FE = finale E (pas de médaille) ; FF = finale F (pas de médaille) ; SA/B = demi-finales A/B ; SC/D = demi-finales C/D ; SE/F = demi-finales E/F ; QF = quarts de finale; R= repêchage
| Athlète             | Compétition  | Séries        | Séries | Repêchage     | Repêchage | Quarts de finale | Quarts de finale | Demi-finales  | Demi-finales | Finale        | Finale |
| Athlète             | Compétition  | Temps         | Rang   | Temps         | Rang      | Temps            | Rang             | Temps         | Rang         | Temps         | Rang   |
| ------------------- | ------------ | ------------- | ------ | ------------- | --------- | ---------------- | ---------------- | ------------- | ------------ | ------------- | ------ |
| Jaruwat Saensuk     | Skiff hommes | 7 min 25 s 06 | 4 R    | 7 min 16 s 39 | 3 SE/F    | exempt           | exempt           | 7 min 54 s 38 | 1 FE         | 7 min 49 s 86 | 26     |
| Phuttharaksa Nikree | Skiff femmes | 9 min 17 s 95 | 4 R    | 8 min 07 s 92 | 4 SE/F    | exempt           | exempt           | 8 min 51 s 99 | 3 FE         | 8 min 41 s 34 | 27     |

## Badminton
| Athlète                                       | Compétition   | Phase de groupes                        | Phase de groupes                               | Phase de groupes                      | Phase de groupes | 1/8e de finale                    | Quarts de finale           | Demi-finales     | Finale           | Finale    |
| Athlète                                       | Compétition   | Adversaire Score                        | Adversaire Score                               | Adversaire Score                      | Rang             | Adversaire Score                  | Adversaire Score           | Adversaire Score | Adversaire Score | Rang      |
| --------------------------------------------- | ------------- | --------------------------------------- | ---------------------------------------------- | ------------------------------------- | ---------------- | --------------------------------- | -------------------------- | ---------------- | ---------------- | --------- |
| Boonsak Ponsana                               | Simple hommes | battu par Axelsen 14-21, 13-21          | bat Lee 21-19, 17-21, 21-16                    | NC                                    | 2e Gr. L         | Éliminé                           | Éliminé                    | Éliminé          | Éliminé          | Éliminé   |
| Porntip Buranaprasertsuk                      | Simple dames  | bat Chen 21-14, 21-15                   | bat Fo Kune 21-7, 21-18                        | NC                                    | 1re Gr. H        | bat Ulitina 21-14, 21-16          | battue par Li 12-21, 17-21 | Éliminée         | Éliminée         | Éliminée  |
| Ratchanok Intanon                             | Simple dames  | bat Tolmoff 21-14, 21-13                | bat Yip 21-18, 21-12                           | NC                                    | 1re Gr. L        | battue par Yamaguchi 19-21, 16-21 | Éliminée                   | Éliminée         | Éliminée         | Éliminée  |
| Puttita Supajirakul / Sapsiree Taerattanachai | Double dames  | battues par Muskens / Piek 13-21, 20-22 | battues par Matsutomo / Takahashi 15-21, 15-21 | battent Gutta / Ponnappa 21-17, 21-17 | 3e Gr. A         | NC                                | Éliminées                  | Éliminées        | Éliminées        | Éliminées |
| Bodin Issara / Savitree Amitrapai             | Double mixte  | battus par Chan / Gho 13-21, 19-21      | battus par Ahmad / Natsir 11-21, 13-21         | battent Middleton / Choo 21-13, 21-18 | 3e Gr. C         | NC                                | Éliminés                   | Éliminés         | Éliminés         | Éliminés  |

## Cyclisme

### Cyclisme sur route
| Athlète           | Compétition            | Temps       | Rang |
| ----------------- | ---------------------- | ----------- | ---- |
| Jutatip Maneephan | Course en ligne femmes | non terminé | NC   |

### BMX
| Athlète             | Compétition | Qualifications | Qualifications | Quarts de finale | Quarts de finale | Demi-finales | Demi-finales | Finale   | Finale |
| Athlète             | Compétition | Résultat       | Rang           | Résultat         | Rang             | Résultat     | Rang         | Résultat | Rang   |
| ------------------- | ----------- | -------------- | -------------- | ---------------- | ---------------- | ------------ | ------------ | -------- | ------ |
| Amanda Mildred Carr | BMX femmes  |                |                |                  |                  |              |              |          |        |

## Natation
| Athlète          | Épreuve      | Séries  | Séries | Demi-finales | Demi-finales | Finale  | Finale  |
| Athlète          | Épreuve      | Temps   | Rang   | Temps        | Rang         | Temps   | Rang    |
| ---------------- | ------------ | ------- | ------ | ------------ | ------------ | ------- | ------- |
| Radomyos Matjiur | 100 m brasse | 1:02,36 | 37e    | Éliminé      | Éliminé      | Éliminé | Éliminé |

## Tir à l'arc
| Athlète           | Compétition | Tour préliminaire | Tour préliminaire | 1er tour                      | 2e tour                 | 3e tour                                | Quarts de finale | Demi-finales     | Match pour la médaille de bronze | Match pour la médaille de bronze | Finale           | Finale |
| Athlète           | Compétition | Score             | Rang              | Adversaire Score              | Adversaire Score        | Adversaire Score                       | Adversaire Score | Adversaire Score | Adversaire Score                 | Rang                             | Adversaire Score | Rang   |
| ----------------- | ----------- | ----------------- | ----------------- | ----------------------------- | ----------------------- | -------------------------------------- | ---------------- | ---------------- | -------------------------------- | -------------------------------- | ---------------- | ------ |
| Witthaya Thamwong | Individuel  | 655               | 41e               | Bat Jantsangiin Gantögs 7 - 3 | Bat Wei Chun-heng 6 - 5 | Battu par Jean-Charles Valladont 0 - 6 | non qualifié     | non qualifié     | non qualifié                     | non qualifié                     | non qualifié     | 16e    |